# Belisana erawan
Belisana erawan is een spinnensoort uit de familie trilspinnen (Pholcidae). De soort komt voor in Thailand. 